# Cordae
Cordae, wcześniej YBN Cordae i Entendreto, właśc. Cordae Amari Dunston (ur. 26 sierpnia 1997 w Raleigh) – amerykański raper, piosenkarz i autor tekstów. Cordae zyskał popularność wydając remiksy popularnych piosenek, takich jak „My Name Is” Eminema czy „1985” J. Cole’a. Jego debiutancki album studyjny, The Lost Boy, został wydany 26 lipca 2019 r. i zdobył szerokie uznanie słuchaczy oraz otrzymał dwie nominacje w kategorii Najlepszy Album Rapowy i Najlepsza Piosenka Rapowa za singel „Bad Idea” podczas 62. rozdania nagród Grammy. Cordae był członkiem kolektywu YBN od 2018 roku, aż do odejścia z grupy w 2020 roku.

## Życiorys
Urodził się w Raleigh w Karolinie Północnej, potem przeniósł się do Suitland w stanie Maryland. Jako dziecko zainteresował się muzyką po tym, jak jego ojciec zawsze puszczał mu klasyczny hip hop, od artystów takich jak Rakim, Nas, Big L i Talib Kweli. Zaczął pisać teksty w wieku około piętnastu lat. Gdy Dunston dorósł, zaczął bardziej interesować się karierą muzyczną. Jako nastolatek wydał trzy mixtape’y:  Anxiety (2014), I’m So Anxious (2016) i  I’m So Anonymous (2017). Ukończył szkołę średnią w 2015 roku i zdecydował się pójść na studia na Towson University, później porzucił naukę w 2018 roku. Niedługo potem przeniósł się do Los Angeles.

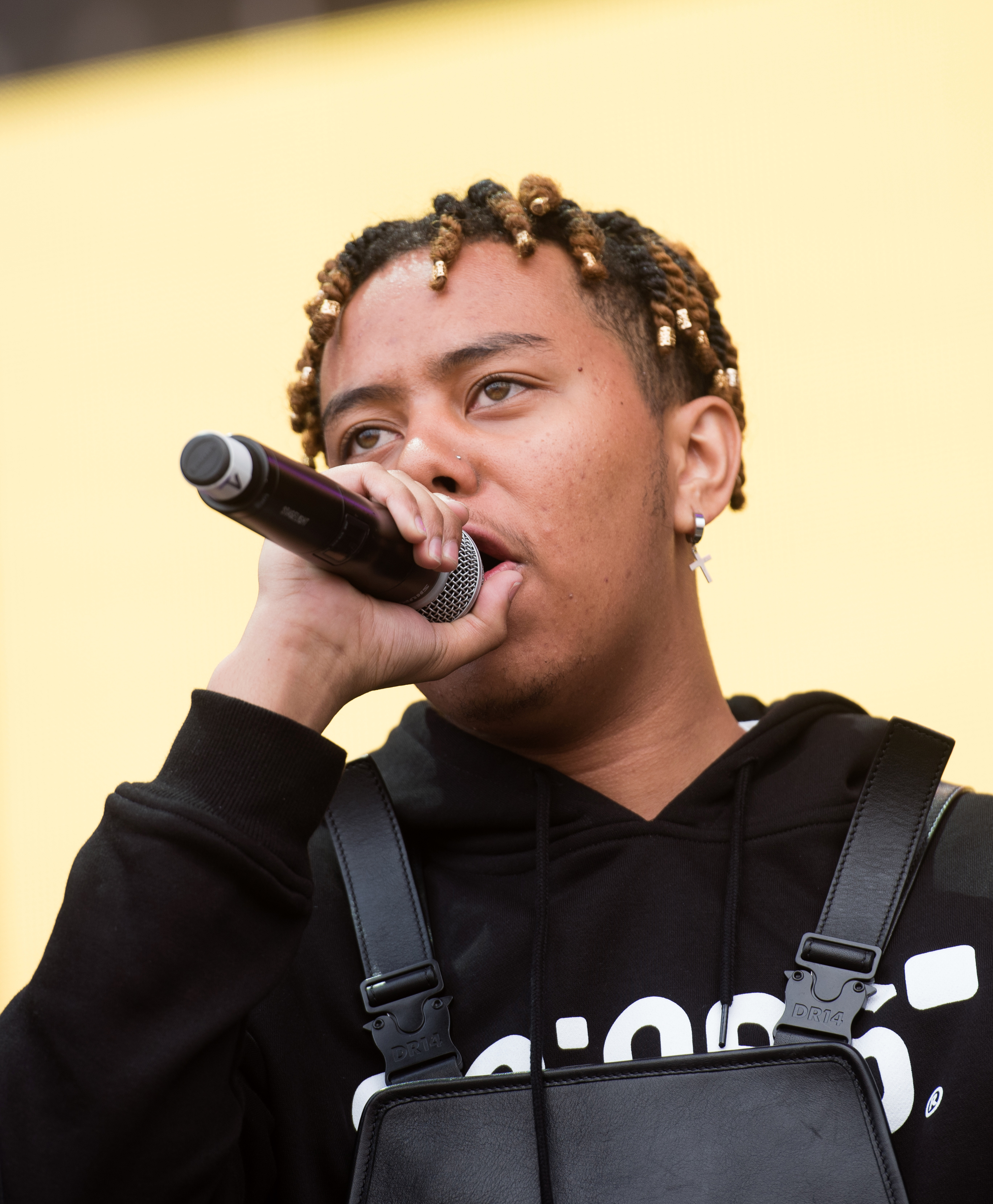
Cordae na Openair Frauenfeld (2019)

Zaczął poważnie podchodzić do swojej rapowej kariery na początku 2018 roku. W Los Angeles Cordae poznał YBN Nahmira i YBN Almighty Jaya. Nahmir zainteresował się piosenką napisaną przez Dunstona i skontaktował się z nim. Wkrótce Dunston zmienił pseudonim z „Entendre” na „YBN Cordae” oraz stał się członkiem kolektywu YBN. Wydał swój pierwszy singel w maju 2018 roku. Był to remiks utworu Eminema z 1999 roku „My Name Is”, który wydał wraz z teledyskiem za pośrednictwem WorldStarHipHop na YouTube. Następnie wydał utwory: "Old Niggas" (remiks utworu "1985" J. Cole’a)  "Fighting Temptations" i "Kung Fu".
Jego debiut na żywo miał miejsce na dorocznym festiwalu muzycznym Rolling Loud w maju 2018 roku, gdzie występował z YBN Nahmirem, jak i YBN Almighty Jayem. Wystąpił z nimi ponownie na 2018 XXL Freshman Show w Nowym Jorku. Następnie Dunston ogłosił, że dołączy do Juice Wrlda podczas jego trasy North American WRLD Domination od maja do września 2018 r., Wraz z Lil Moseyem i Blakiem, zagrał w 28 miastach. Niedługo potem ogłoszono, że YBN wyruszy w miesięczną trasę po Europie. Dunston powiedział, że wyda wiele singli, dopóki jego debiutancki projekt nie zostanie ukończony. 2 sierpnia 2018 r. Nahmir i Cordae wydali teledysk do swojego singla „Pain Away”. 12 sierpnia YBN Nahmir ogłosił, że oficjalny mixtape kolektywu YBN zostanie wydany 7 września 2018 roku. Wydał teledysk do swojego singla „Scotty Pippen” 23 sierpnia 2018 roku.
28 stycznia 2019 r. Cordae wydał teledysk do nowej piosenki zatytułowanej „Locationships” na swoim kanale na YouTube przed wydaniem kolejnej piosenki zatytułowanej „Have Mercy” w marcu 2019 r., przy czym ta ostatnia piosenka stała się głównym singlem z jego debiutanckiego albumu, The Lost Boy. Był jednym z członków XXL „2019 Freshman Class”. Cordae później wydał "Bad Idea" i "RNP" jako odpowiednio drugi i trzeci singel z albumu. The Lost Boy został wydany 26 lipca 2019 roku. Album zdobył dwie nominacje podczas 62. ceremonii rozdania nagród Grammy; Najlepszy album rapowy i najlepsza piosenka rapowa za singel „Bad Idea”. W listopadzie 2019 roku YBN Cordae ogłosił, że będzie headlinerem trasy „The Lost Boy in America Tour”, która rozpoczęła się w styczniu 2020 roku.
6 sierpnia 2020 r. YBN Nahmir ogłosił na Twitterze, że kolektyw YBN oficjalnie się rozwiązał. Cordae następnie usunął człon YBN ze swojego pseudonimu. 27 sierpnia Cordae wydała nowy singel „Gifted”, z udziałem Roddy’ego Riccha, było to pierwsze wydanie Cordae w 2020 roku. Cordae pracuje obecnie nad swoim drugim albumem. Podczas wywiadu dla Apple Music stwierdził:

Jestem jak sto głębokich piosenek. Podobnie jak w przypadku tej następnej, naprawdę przenoszę wszystko na zupełnie inny poziom. Naprawdę kocham tworzyć muzykę i doskonalić swoje rzemiosło i z każdym dniem jestem coraz lepszy. Moja nowa muzyka od tej pory to pokaże

22 kwietnia 2021 r. Cordae wydał EP-kę Just Until... z udziałem Q-Tipa i Young Thuga.

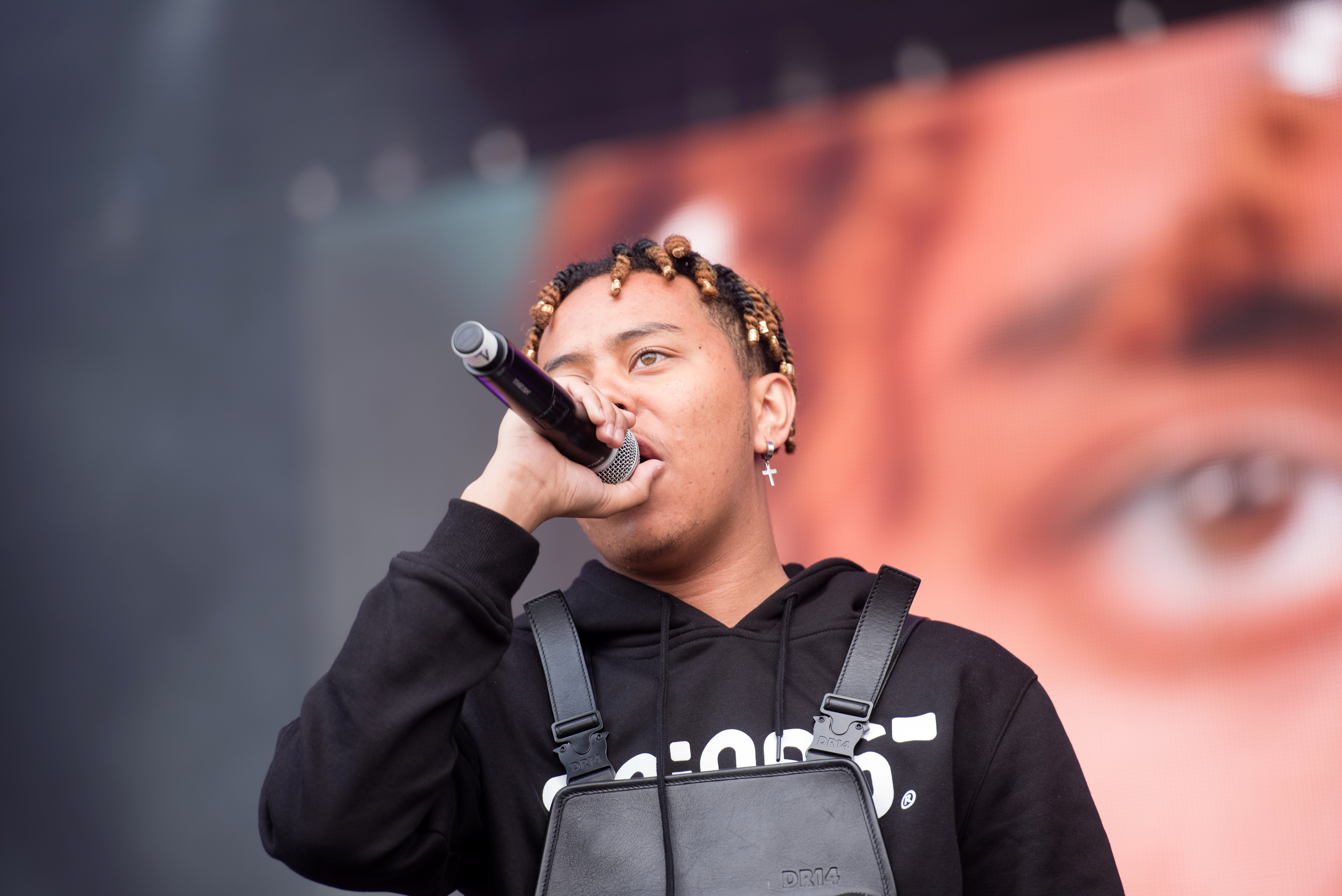
Cordae

## Życie prywatne
Przed opuszczeniem studiów pracował w lokalnym TGI Fridays w Maryland.
Cordae brał udział w proteście Black Lives Matter w 2016 roku, rapując wśród tłumu o walkach, z którymi się zmagał, oraz problemach, które zauważył w swojej społeczności. W lipcu 2020 r. Dunston został aresztowany podczas protestu w związku z zastrzeleniem Breoony Tylor w Louisville w stanie Kentucky wraz z amerykańskim zawodowym piłkarzem Kennym Stillsem.
Był w związku z tenisistką Naomi Ōsaką.

## Dyskografia

### Albumy studyjne
| Tytuł                 | Informacje                                                                                       | Pozycje na listach | Pozycje na listach | Pozycje na listach | Pozycje na listach | Pozycje na listach | Pozycje na listach |
| Tytuł                 | Informacje                                                                                       | USA                | USA R&B/HH         | USA Rap            | AUS                | KAN                | UK                 |
| --------------------- | ------------------------------------------------------------------------------------------------ | ------------------ | ------------------ | ------------------ | ------------------ | ------------------ | ------------------ |
| The Lost Boy          | - Wydany: 26 lipca 2019 - Wytwórnia: Atlantic, Art@War - Format: Digital download, streaming, CD | 13                 | 8                  | 6                  | 27                 | 12                 | 85                 |
| From a Birds Eye View | - Wydany: zapowiedziany - Wytwórnia: Atlantic Records - Format: Digital download, streaming      | Zapowiedziany      | Zapowiedziany      | Zapowiedziany      | Zapowiedziany      | Zapowiedziany      | Zapowiedziany      |

### EP
| Tytuł         | Informacje                                                                             |
| ------------- | -------------------------------------------------------------------------------------- |
| Just Until... | - Wydana: 22 kwietnia 2021 - Wytwórnia: Atlantic - Format: Digital download, streaming |

### Mixtape’y
| Tytuł                                                             | Informacje                                                                          | Pozycje na listach | Pozycje na listach | Pozycje na listach | Pozycje na listach | Certyfikaty               |
| Tytuł                                                             | Informacje                                                                          | USA                | USA R&B/HH         | USA Rap            | KAN                | Certyfikaty               |
| ----------------------------------------------------------------- | ----------------------------------------------------------------------------------- | ------------------ | ------------------ | ------------------ | ------------------ | ------------------------- |
| Anxiety(jako Entendre)                                            | - Wydany: 22 czerwca 2014 - Format: Digital download                                | —                  | —                  | —                  | —                  |                           |
| I’m So Anxious(jako Entendre)                                     | - Wydany: 7 sierpnia 2016 - Format: Digital download                                | —                  | —                  | —                  | —                  |                           |
| I’m So Anonymous(jako Entendre)                                   | - Wydany: 15 sierpnia 2017 - Format: Digital download                               | —                  | —                  | —                  | —                  |                           |
| YBN: The Mixtape(jako YBN Cordae z YBN Almighty Jay i YBN Nahmir) | - Wydany: 7 września 2018 - Wytwórnia: Atlantic, Art@War - Format: Digital download | 21                 | 13                 | 12                 | 19                 | - RIAA: Złoto - MC: Złoto |
| "—" oznacza że dany mixtape nie był notowany na liście.           |                                                                                     |                    |                    |                    |                    |                           |